# Faculté de philosophie et de théologie de Sankt Georgen
La faculté de philosophie et de théologie de Sankt Georgen (en allemand : Philosophisch-Theologische Hochschule Sankt Georgen) est une institution académique universitaire d'enseignement philosophique et théologique sise à Francfort en Allemagne. Fondée en 1926 et dirigée depuis lors par les Jésuites elle compte, en 2013, 40 professeurs, 360 étudiants laïcs et religieux, hommes et femmes, et 30 séminaristes qui se préparent au sacerdoce catholique. 
Le magister de théologie catholique s'acquiert en 10 semestres (5 ans). Les étudiants de cycles supérieurs peuvent obtenir une licence ou un doctorat en théologie. D'autres programmes interdisciplinaires sont également proposés.

## Histoire

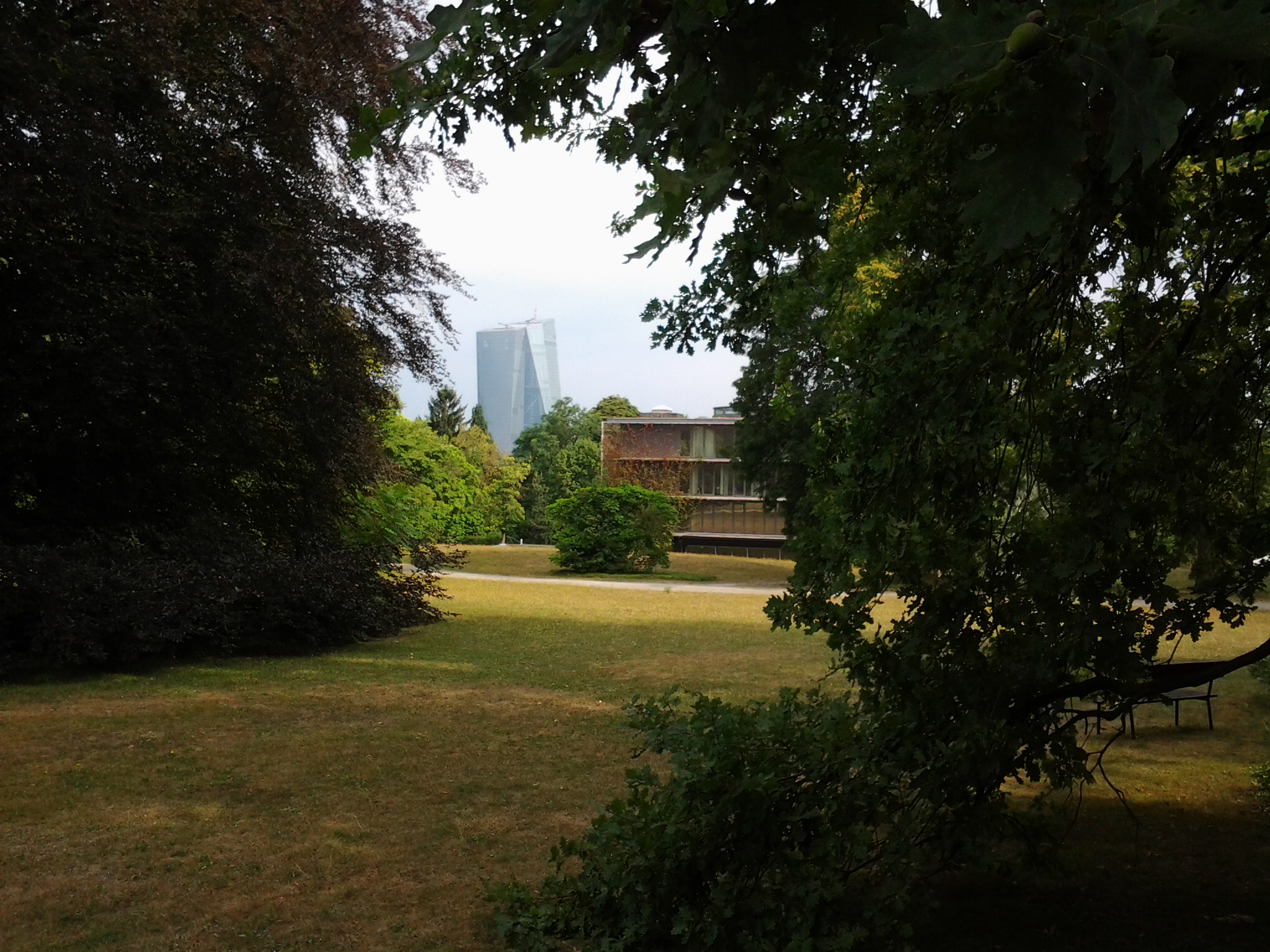
Parc de la faculté.

L'école est fondée en 1926 par la Compagnie de Jésus dont l'objectif était initialement de former des prêtres pour le diocèse de Limbourg. Jusqu'en 1951, l'école est exclusivement un séminaire ouvert à d'autres diocèses allemands.
L'école devient une faculté théologique jésuite en 1951. Jusqu'en 1975, l'école comprenait deux institutions parallèles :
- l'Académie philosophico-théologique, pour les étudiants prêtres,
- la Faculté de théologie pour les étudiants jésuites.

En 1976, l'école accepte les étudiants en théologie qui deviennent rapidement majoritaires.

## Personnalités
Parmi les enseignants :
- Oswald von Nell-Breuning (1890-1991), théologien et sociologue
- Alois Grillmeier (1910-1998), cardinal
- Norbert Lohfink (1928-)
- Karl Becker (1928-2015), cardinal

Parmi les étudiants: 
- le pape François (Jorge Mario Bergoglio) (1936-), en 1986 y a fait des recherches pour sa thèse[1]
- Stephan Ackermann (1963-), évêque de Trèves
- Werner Bardenhewer (1929-2019), doyen de Wiesbaden et pasteur de l'église Saint-Boniface de Wiesbaden, fondateur du Freundeskreis Wiesbaden, qui œuvre pour un meilleur accès aux soins médicaux et à l'éducation dans les pays du Sahel
- Karl Becker (1928-2015), jésuite, cardinal
- Alfred Delp (1907-1945), jésuite, résistant de la Seconde Guerre mondiale
- Farid Esack, théologien musulman
- Jean-Claude Hollerich (1958-), jésuite, archevêque de Luxembourg
- Federico Lombardi (1942-), prêtre jésuite italien, porte-parole du pape Benoît XVI et du pape François
- Luis Ladaria Ferrer (1944-), jésuite, cardinal, préfet de la Congrégation pour la doctrine de la foi
- Le Bienheureux Johannes Prassek (1911-1943), parmi les martyrs de Lübeck
- Jon Sobrino (1928-), jésuite, théologien salvadorien
- Friedrich Wetter (1928-), cardinal, archevêque de Munich